# Wilhelm Karl Mühldorfer
Wilhelm Karl Mühldorfer (Graz, 1837 - 1919) fou un compositor alemany.
Fins al 1881 fou segon director d'orquestra del teatre municipal de Leipzig i després del de Colònia.
Va compondre les òperes:
- Kyffhäuser
- Der Kommandant von Koenigstein
- Prinzessin Rebenblüte
- Der Goldmacher von Strassbourg (1886)
- Yolanthe (1890)
- Nombrosos lieder, obertures, etc.